# Bohumil Chlebovský
Bohumil Chlebovský (4. listopadu 1902 Kopřivnice – 30. července 1954) byl akademický malíř a grafik.

## Život
Narodil se 4. listopadu 1902 v Kopřivnici, v rodině venkovského učitele. K malířství se dostal jako samouk, výtvarné umění pak studoval v letech 1924–1926 v Sarajevu u prof. Šokariče a Petroviče a poté v Praze. Po návratu byl učitelem kreslení na živnostenských školách na Ostravsku. Vedle výuky se dále sám učil u Aloise Boudy a O. Kittricha grafiku, kreslířství a užité umění.
Ve své tvorbě se věnoval krajině, malbě zátiší i figurálním kompozicím. V grafice se soustředil na dřevoryt. Věnoval se také knižním úpravám, plakátům či ex libris.
První výstavu měl v Ostravě v roce 1926. Větší soubor děl vystavil na výstavě „Národ svým výtvarným umělcům“ v Ostravě roku 1939. V období německé okupace unikl v roce 1941 zatčení gestapem a v roce 1942 odešel tajně na Slovensko. Zde se skrýval pod jménem Miloslav Brezňanský. V té době vytvořil rozsáhlý soubor kreseb a obrazů s tatranskou tematikou, který poté prezentoval Salón Výtvarné dílo v roce 1947 na výstavě „Tatry v kresbě Bohumila Chlebovského“ v Praze.